# Persönlichkeitsfragebogen
Persönlichkeitsfragebogen sind weit verbreitete psychologische Methoden, um Persönlichkeitseigenschaften zu erfassen. Sie sind im Unterschied zu vielen anderen Fragebogen in ihrer Form standardisiert, in der Regel nach den Prinzipien der Testmethodik konstruiert und aufgrund bevölkerungsrepräsentativer Untersuchungen normiert. Persönlichkeitsfragebogen gehören neben den in der Klinischen Psychologie eingesetzten Fragebogen (Klinische Skalen) zu den am häufigsten verwendeten psychologischen Tests.

## Geschichte
Als sich die Psychologie und die Soziologie zu empirischen Wissenschaften entwickelten, wurden verschiedentlich schriftliche Fragenlisten und Umfragen eingeführt. Der Psychologe Wilhelm Wundt, Gründer des ersten Universitätsinstituts für dieses Fach, lehnte die gerade auftauchende Fragebogenmethodik ab, da den sorgfältigsten und den unzuverlässigen Aussagen gleiches Gewicht beigelegt werde. Vielleicht dachte Wundt an solche Neuerungen wie die von Gustav Theodor Fechner 1871 unternommene Publikums-Befragung im Dresdner Museum oder sogar an den von Karl Marx 1880 publizierten Fragebogen für Arbeiter mit 100 Fragen zu Arbeitsbedingungen, Lohn, Gewerkschaft u. a.
Dagegen meinte Oswald Külpe (1920), dass ein Fragebogen recht brauchbare Ergebnisse liefern könne, wenn bestimmte Fehler vermieden würden. Ein frühes Beispiel ist ein Fragebogen zum Thema der Vererbung psychischer Dispositionen von Gerardus Heymans und E.D. Wiersma (1906), in dem Antworthäufigkeiten prozentual ausgewertet wurden. Von einem testmethodisch konstruierten Persönlichkeitsfragebogen im engeren Sinn ist nur dann zu sprechen, wenn die Auswahl, die Gewichtung und der innere Zusammenhang der einzelnen Fragen statistisch analysiert werden, wie es erst mit der statistischen Methode der Korrelation und Itemanalyse möglich wurde. Als erster Persönlichkeitsfragebogen gilt deswegen W. Lankes (1915) Publikation des Interrogatory on Perseveration Tendency (Befragung über die Tendenz zur Perseveration), noch vor dem bekannteren Personal Data Survey von Robert S. Woodworth (1918), d. h. einem Fragebogen, der ein psychiatrisch orientiertes Interview bei der Auswahl von Rekruten ersetzen sollte. Lankes bildete Gruppen von Items (englisch Stücke, Elemente) und verwendete die Korrelationen zwischen diesen und einer Zusammenstellung anderer Perseverationstests zur empirischen Itemselektion.
Meilensteine der Methodenentwicklung waren: Minnesota Multiphasic Personality Inventory (Starke R. Hathaway und J. Charnley McKinley, 1943), dessen Fragen empirisch aufgrund eines statistischen Vergleichs der Antworten zahlreicher Patienten mit verschiedenen psychiatrischen Diagnosen ausgewählt wurden; Sixteen Personality Inventory 16 PF (Raymond B. Cattell), dessen Skalen mit der statistischen Methodik der Faktorenanalyse konstruiert wurden; Maudsley Personality Inventory (Hans Jürgen Eysenck) für die zwei Grundeigenschaften Introversion und Extraversion sowie Emotionale Stabilität-Labilität (Neurotizismus) (siehe Amelang u. a., 2006).

## Definition
Im Unterschied zu einfachen Fragenlisten handelt es sich bei den Persönlichkeitsfragebogen um methodisch entwickelte und empirisch überprüfte Verfahren, die eine Untergruppe der psychologischen Untersuchungsverfahren (psychologischen Tests) bilden. Persönlichkeitsfragebogen sollen die individuelle Ausprägung von grundlegenden und relativ überdauernden Eigenschaften der Persönlichkeit erfassen. Die Formulare enthalten Fragen oder Feststellungen, die als Items bezeichnet werden (siehe Fragebogen, Fragetechnik). Sie sind zu beantworten, indem eine der vorgegebenen Antwortmöglichkeiten ausgewählt wird. Die Items werden nach dem Antwortschlüssel zu einem Testwert addiert und mit den in Tabellen abzulesenden Testwerten (Normwerten) für die gesamte Bevölkerung oder für bestimmte Gruppen verglichen. Items, die sich auf dasselbe Eigenschaftskonzept beziehen, bilden eine Skala. Ein Fragebogen, der mehrere Eigenschaften erfasst, wird auch als (Persönlichkeits-)Inventar bezeichnet.

## Konstruktion

### Eigenschaftsbegriff
Die Fragbogenkonstruktion geht von dem Konzept einer bestimmten Persönlichkeitseigenschaft aus, z. B. Aggressivität. Die Tendenz zu aggressivem Verhalten kann sich in verschiedenen Situationen und auf verschiedene Weise gegenüber Personen, anderen Lebewesen oder Objekten äußern, in offenen Verhaltensweisen, in verbalen Angriffen, indirekten Aktionen oder nur in Phantasievorstellungen. Diese verschiedenen Aspekte sind psychologisch zutreffend in alltagssprachliche, zumutbare und relativ einfach beantwortbare Fragen oder Aussagen umzusetzen. Die Fachliteratur über Aggression gibt Anregungen, um geeignete Items abzuleiten, außerdem können auch die überzeugenden Items aus bereits verfügbaren Fragebogen berücksichtigt und durch weitere Facetten aggressiver Tendenzen ergänzt werden. Die erhaltene Vorform des Fragebogens, der Itempool (englisch gesammelte Elemente), kann mit Fachleuten diskutiert und auf allgemeine Verständlichkeit geprüft werden. Eine größere Erhebung in einem hinsichtlich Alter, Geschlecht und Schulbildung möglichst verschiedenen Personenkreis liefert die Grundlage der eigentlichen testmethodischen Konstruktion, die sich an den Gütekriterien psychodiagnostischer Verfahren orientiert.

### Itemanalyse
Im Verlauf der Itemanalyse werden statistische Kennwerte berechnet, um die Eignung jedes Items in Hinblick auf die angestrebte Skala zu prüfen. Die Itemschwierigkeit bezeichnet den Anteil der Personen, die das Item im Sinne des Eigenschaftskonzepts zutreffend beantworten (bejahen bzw. verneinen). Der Trennschärfeindex drückt aus, wie hoch die Itemantwort mit dem gesamten Testwert (also der Eigenschaftsausprägung) korreliert, d. h. zwischen den Personen mit hohen und niedrigen Testwerten unterscheiden kann. Der Index der Homogenität (die innere Konsistenz) beschreibt, wie eng das Item mit anderen Items zusammenhängt, also ähnliche psychologische Aspekte erfasst. Bei einem breiten Konzept wie Aggressivität werden sich psychologische Dimensionen (Komponenten) unterscheiden lassen, die dementsprechend mehrere, inhaltlich teilweise unabhängige Skalen erfordern. Statistische Verfahren, solche Dimensionen oder Komponenten herauszuarbeiten, sind die Faktorenanalyse oder die Clusteranalyse.
Die Itemanalyse wird u. U. an einer revidierten Fassung wiederholt, bevor die Normierung an einer noch größeren Personenzahl, möglichst durch eine bevölkerungsrepräsentative Erhebung (siehe Repräsentativität) durchgeführt wird. Über die Entwicklungsschritte und Ergebnisse der Fragebogenkonstruktion wird ausführlich in der Testanleitung (Manual) berichtet, damit die Psychologen, die diesen Test anwenden möchten, dessen wissenschaftliche Qualität beurteilen können. Auch nach der Publikation des Tests sind weitere Schritte zur Überprüfung und zur kontinuierlichen Qualitätskontrolle des Persönlichkeitsfragebogens zu erwarten.

### Skalenkonstruktion
Die Konstruktion folgt den allgemeinen Gütekriterien psychodiagnostischer Verfahren: die inhaltliche Gültigkeit (Validität) eines Testwertes, die formale Zuverlässigkeit (Reliabilität), die zeitliche Konstanz (Stabilität), die innere Konsistenz, die Verallgemeinerungsfähigkeit (Generalisierbarkeit) und die Objektivität. In zweiter Linie kommt es unter anderem auf Nützlichkeit (Utilität), Testökonomie, Testfairness, Transparenz, Unverfälschbarkeit, Zumutbarkeit, Umfang der Normierung an (siehe Qualitätssicherung in der Psychologischen Diagnostik). Im Laufe der Zeit wurden verschiedene statistisch begründetes Konzepte bzw. Messmodelle als die Standardmethode der Testkonstruktion vorgeschlagen: die Itemselektion nach Trennschärfe oder nach empirischer Kriterienvorhersage, die Faktorenanalyse, die probabilistische Testtheorie bzw. Item-Response Theorie. Offensichtlich hat jedes Konzept Vorzüge und Nachteile, die in den jeweiligen Voraussetzungen und spezifischen Anwendungsschwierigkeiten liegen.
Richtlinien zur Testmethodik wurden von deutschen und internationalen Kommissionen der Fachgesellschaften der Psychologie entwickelt: über Gütekriterien und Qualitätssicherung, professionelle Anwendung, Adaptation von Tests in andere Sprachen, computer- und internetgestütztes Testen (siehe Verzeichnis).

## Unterschiede zu Intelligenz- und Leistungstests
Die Selbstberichte und Selbstbeurteilungen bilden eine grundsätzlich andere Datenebene als das objektiv aufgezeichnete Verhalten in einem Intelligenztest oder anderem Leistungstest, doch werden beide in sehr ähnlicher Weise konstruiert. Wichtige Unterschiede bestehen im Hinblick auf die Homogenität der Items. Wenn es in einem Intelligenztest z. B. darum geht, Symbole zuzuordnen oder schwieriger werdende Rechenaufgaben zu lösen, kann jeweils für die vielen gleichartigen Operationen eine hohe Homogenität behauptet werden. Demgegenüber werden Persönlichkeitseigenschaften allgemein als sehr facettenreiche Eigenschaften (Dispositionen, Verhaltenstendenzen) verstanden, die sich zeit- und situationsabhängig unterschiedlich im individuellen Erleben und Verhalten manifestieren. Deshalb beziehen sich viele Fragen auf Situationen und Zeiträume und verlangen in der Antwort eine zusammenfassende Selbstbeurteilung.
Eine schematische Itemanalyse, die nur die Homogenität (innere Konsistenz) von Persönlichkeitsfragebogen, d. h. die Ähnlichkeit der Items einer Skala, zu steigern versucht, ist unangebracht, denn hierbei könnten wichtige psychologische Aspekte verloren gehen.

## Anwendungsbereiche und Beispiele
In der psychologischen Methodik dominieren heute – abgesehen vom Bereich der Intelligenz- und Leistungstests – ganz allgemein Fragebogen in Form standardisierter Skalen und Inventare. Dies gilt für die Klinische und die Gesundheitspsychologie, die Arbeits- und Organisationspsychologie und die Erziehungspsychologie ebenso wie für die Differentielle Psychologie oder die Sozialpsychologie. Grundsätzlich sind Testwerte aus Persönlichkeitsfragebogen – wie in den allermeisten anderen psychologischen Verfahren auch – von der Testsituation, der Testmotivation, der Schulbildung und anderen Bedingungen beeinflusst und legen deshalb eine gründliche Gewichtung und Interpretation im diagnostischen Einzelfall nahe – es sei denn, dass nur eine einfache Umfrage oder ein erstes Screening einer größeren Personenzahl beabsichtigt sind. Die Testanweisungen (Manuale) der Persönlichkeitsfragebogen enthalten einen genauen Bericht, wie der Fragebogen psychologisch entwickelt, konstruiert, bevölkerungsrepräsentativ normiert und auf seine empirische Gültigkeit überprüft wurde.
Die Verlage begrenzen den Verkauf von Persönlichkeitstests in der Regel auf qualifizierte Fachleute und Institutionen, damit eine psychologisch kompetente Auswertung und Interpretation gesichert sind. Eine Übersicht über bewährte Fragebogen geben spezielle Handbücher und Verzeichnisse auf Webseiten.
Beispiele verbreiteter deutscher Persönlichkeitsfragebogen sind:
- Bochumer Inventar zur berufsbezogenen Persönlichkeitsbeschreibung (BIP)
- Freiburger Persönlichkeitsinventar (FPI-R)
- NEO-Fünf-Faktoren-Inventar (NEO-FFI)
- Trierer integriertes Persönlichkeitsinventar (TPI)

## Kritik an Persönlichkeitsfragebogen

### Subjektivität
Fragebogenitems beziehen sich inhaltlich auf die eigenen Erfahrungen und Gewohnheiten, auf Befinden, Wünsche und Absichten, außerdem auf biographische Fakten. Hauptsächlich handelt es sich also um Selbstbeschreibungen wie sich eine Person in der Vergangenheit gefühlt und verhalten hat oder wie sie sich in der Zukunft fühlen und verhalten wird (vgl. Selbstkonzept). Die Selbstbeurteilungen können zwar von Dritten bezweifelt oder im Detail als unzutreffend erkannt werden, bleiben aber in zentralen Bereichen subjektiv und unwiderlegbar. Der Anteil eventuell objektivierbarer Aspekte eines typischen Persönlichkeitsfragebogens ist gering. Inwieweit das tatsächliche Verhalten mit diesen Aussagen übereinstimmt, lässt sich nicht zuverlässig vorhersagen. Oft existieren große Unstimmigkeiten. Mit diesem Problem von Einstellung und Verhalten haben sich die Persönlichkeitspsychologie und die Sozialpsychologie ausführlich befasst. Methodenbewusste Untersucher werden sich bemühen, nach Möglichkeit zusätzliche Informationen zu gewissen, um die aus Fragebogen stammenden Informationen abzusichern (multimodale Diagnostik).

### Urteilsbildung
Bereits die Antwort auf ein typisches Fragebogen-Item (z. B. „Ich fühle mich häufig angespannt“) verlangt ein schwieriges Urteil, denn eigentlich muss nun über die Aspekte der erlebten Anspannung (geistig, emotional, körperlich), über Situationen und Häufigkeiten nachgedacht werden. Wohl alle Items verlangen einen Rückblick und eine Zusammenfassung der psychologisch gemeinten Aspekte über einen nicht näher definierten Zeitraum. Dieser vielschichtige Urteilsprozess umfasst: Erinnerungen an eigene Gewohnheiten, globale Einschätzungen, wie man sich im Allgemeinen verhalte, einen direkten oder indirekten Vergleich mit Anderen. Deswegen sind die erhaltenen Testwerte durch Erinnerungstäuschungen, ein kognitives Schema und soziale Stereotype, Vorstellungen der Alltagspsychologie, Absichten der Selbstdarstellung und Antworttendenzen beeinflusst.

### Fehlendes Training
Fragebogen sind „subjektive Verfahren“ und gewöhnlich fehlt ein methodisches Training für die verlangte Beschreibung innerer Zustände (Introspektion) und die Selbstbeobachtung des Verhaltens. Persönlichkeitsfragebogen setzen voraus, dass „die Betreffenden sich selbst überhaupt kennen und zu beobachten imstande sind.“ Verlangt werden: die Einsicht in eigene kognitive Prozesse, die Bereitschaft, das reale Selbstbild zu offenbaren und das Vorhandensein von geeigneten Beurteilungsmaßstäben aufgrund sozialer Vergleichsprozesse (Rost, 2004). Wie diese individuellen Fähigkeiten empirisch festzustellen sind, bleibt offen.

### Messung
Grundsätzliche Zweifel gibt es an der Messbarkeit von Persönlichkeitseigenschaften (siehe Psychometrie, Skalierung). Selbstbeurteilungen liefern keine Messdaten im engeren Sinn, sondern sind subjektive Schätzverfahren mit unbekanntem Skalenniveau in eigentümlichen, vermutlich von Individuum zu Individuum unterschiedlichen, pseudo-numerischen Bezugssystemen. Die Gleichheit der Skalenintervalle ist nicht gegeben und folglich können die Itemwerte nur unter großen methodischen Vorbehalten zu einem Testwert addiert werden. Über die Konsequenzen dieses Sachverhalts existieren allerdings in der Fachliteratur große Meinungsunterschiede. Können die messtheoretischen Annahmen der Intelligenztests und der naturwissenschaftlichen Verhaltensanalyse auf Introspektionen und Selbstbeurteilungen übertragen werden?

### Antworttendenzen
Methodisch lassen sich mehrere Fehlerquellen unterscheiden: missverständliche Fragen, die zu unsicheren Antworten führen; Auslassen einzelner Antworten, weil die Fragen als unklar oder zudringlich erlebt werden; bestimmte Antworttendenzen, die absichtliche Verfälschung und unabsichtliche Verzerrungen. Ein häufiger Einwand ist, dass Persönlichkeitsfragebogen in Bewerbungs- und Auslesesituationen kaum geeignet sind, denn die Bewerber sind motiviert, einen guten Eindruck zu machen, d. h. im Sinne der Sozialen Erwünschtheit zu antworten. Für diese Annahme sprechen psychologische Untersuchungen, in denen sich die Teilnehmer eine Bewerbungssituation vorstellen sollten (siehe Amelang und Schmidt-Atzert, 2006). Ob sich diese Tendenz zur Sozialen Erwünschtheit auch in den realen Bewerbungssituationen durchsetzt oder moralische Bedenken und die Sorge vor möglicher Entdeckung entgegenwirken, ist nicht leicht zu untersuchen. – Grundsätzlich ist die Fragebogenmethodik darauf angewiesen, dass die Befragten motiviert sind offen zu antworten.

### Dominanz der Fragebogenmethodik
Selbstbeurteilungen und verbale Auskünfte über eigenes Verhalten (berichtetes Verhalten) sind keine wirklichen Verhaltensdaten. Wenn heute in vielen Bereichen nahezu ausschließlich Fragebogen eingesetzt werden, reduziert sich diese Psychologie auf „Psychology as the science of self-report and finger movements“ (d. h. beim Ankreuzen von Items) – so meinen Baumeister, Vohs und Funder (2007) in ihrer Kritik. Sie stellen eine anhaltende Fehlentwicklung fest. Seit der kognitiven Wende in den 1980er Jahren ersetzen die Selbstbeurteilungen innerer Zustände zunehmend die Verhaltensanalyse statt sie adäquat zu ergänzen. Fragebogen sind zwar bequemer anzuwenden als Verhaltensbeobachtungen, doch sind die typischen Mängel unübersehbar: Erinnerungstäuschungen, Verzerrung durch Antworttendenzen, Urteilsprozesse und wesentliche Abweichungen zwischen Selbsteinschätzungen und tatsächlichem Verhalten.

### Wenige Grundeigenschaften?
Einige Testautoren behaupten, durch Faktorenanalyse die Grundeigenschaften der Persönlichkeit gefunden zu haben. Dabei könnte über dieses Problem höchstens dann entschieden werden, wenn das Universum der möglichen Items repräsentiert wäre. Im Hinblick auf die Persönlichkeit kann jedoch keineswegs abgegrenzt werden, welche psychologischen Aspekte hinzugehören oder nicht. So fehlen in den meisten Inventaren wichtige Bereiche wie die individuellen Wertvorstellungen und Lebensziele, die persönlichkeitsbestimmenden, weltanschaulichen und religiösen Überzeugungen, typische Lebensthemen, aber auch Grundstimmungen und wiederkehrende körperliche Befindensweisen (vgl. die Themen des von Weber und Rammsayer herausgegebenen Handbuchs). Außerdem ist eine überzeugende Abgrenzung zu der prägenden Motivation und zu den Handlungsbereitschaften unmöglich. Auch die Erweiterung des Itempools in den Grenzbereich des abweichenden Verhaltens und der Psychopathologie würde die Anzahl und Definition der aufgefundenen Faktoren und möglichen Skalenbildungen wesentlich beeinflussen.
Die von Paul T. Costa und Robert R. McCrae verbreiteten Behauptungen über die sogenannten Big Five im Persönlichkeitsinventar NEO-FFI bzw. NEO-PI-R erklären zu wenig die Rolle der Vorentscheidungen über den Itempool. Eine bestimmte Anzahl von Grund-Dimensionen festlegen zu wollen, ist hier noch zweifelhafter als entsprechende Behauptungen über eine feste Anzahl von Faktoren der Intelligenz. Statt der Kontroversen über 3, 4, 5, 6, 7 oder mehr Persönlichkeitsfaktoren ist es wichtiger, die Auswahl der Persönlichkeitskonzepte im Hinblick auf die Fragestellungen in typischen Anwendungsfeldern inhaltlich zu rechtfertigen.

### Kulturpsychologische Unterschiede?
Bereits zwischen den europäischen Ländern bzw. Kulturen scheinen beträchtliche Unterschiede in der Bedeutung einiger Fragebogeninhalte zu bestehen, wie sich bei Übersetzungsversuchen zeigt. Aus diesen Erfahrungen ist die Kritik an der einfachen Übernahme fremdsprachiger Persönlichkeitsfragebogen entstanden. Anstelle einer wörtlichen wird heute eine psychologisch sinngemäße Übersetzung gefordert. Darüber hinaus ist zu prüfen, ob die für einen Fragebogen ausgewählten Persönlichkeitseigenschaften ein bestimmtes Menschenbild festlegen oder kulturbedingte Vorurteile enthalten. Wenn der Anspruch auf globale Gültigkeit eines in den USA entwickelten Fragebogens für die fünf Grundeigenschaften des NEO-FFI (McCrae & Costa, 1997) erhoben wird, könnten vielleicht für andere Kulturen wesentliche Eigenschaften übersehen werden. Die Einseitigkeit solcher Forschung ist erst allmählich erkannt worden. Da die statistischen Erhebungen bisher zumeist bei Gelegenheitsstichproben bestimmter Personengruppen wie College-Studenten unternommen wurden., ergeben sich starke Zweifel an zu oberflächlich angelegten inter-kulturellen Projekten.

### Persönlichkeitsfragebogen im Internet?
Die Internet-Präsentation von Persönlichkeitsfragebogen kann aus methodischen und nicht minder aus berufsethischen Gründen kritisiert werden. Im Unterschied zu Intelligenz- und Leistungstests müssen bei Persönlichkeitsfragebogen und Klinischen Skalen noch deutlicher die allgemeinen Rahmenbedingungen, der Untersuchungszweck, die Testmotivation und Erwartungshaltungen, möglichst auch die Antworttendenzen sowie die psychologische Situation der Befragten berücksichtigt werden. Deshalb sollte gewährleistet sein, dass hier jede individuelle Testinterpretation nur durch eine(n) testpsychologisch-psychodiagnostisch qualifizierten Psychologen(in) erfolgt. Da beide Voraussetzungen im Internet grundsätzlich nicht erfüllt sein werden, ist die schematische Auswertung und Rückmeldung der Testwerte von Persönlichkeitsfragebogen und Klinischen Skalen hochproblematisch.

### Zusammenfassung
Persönlichkeitsfragebogen sind unentbehrlich, denn sie vermitteln Informationen über das Selbstbild einer Person im Hinblick auf ausgewählte Persönlichkeitseigenschaften. Aufgrund der Konstruktion und Normierung können die individuellen Testwerte mit den Durchschnittswerten der Bevölkerung verglichen und deutliche Abweichungen erkannt werden. Die Methodenkritik an Persönlichkeitsfragebogen steht im Widerspruch zu ihrer weiten Verbreitung. Doch die Selbstbeurteilungen sind am leichtesten zugänglich, standardisiert, einfach, ökonomisch zu gewinnen, sie haben eine inhaltliche Gültigkeit. Werden sich nicht die Befragten selbst am besten kennen? Wer auf diese Selbstbeurteilungen verzichtet, verliert viele – auch durch ein langes Interview – nur bedingt zu ersetzende Informationen. Die Fragebogen sollten aber in der Regel nur ein Bestandteil einer breiter angelegten, multimodalen Diagnostik sein, um krasse Fehlbeurteilungen zu vermeiden.